# Bezrzecze (Szczecin)
Bezrzecze (niem. Brunn; alt. pol. Bezrzecze Dolne) – część miasta Szczecina na osiedlu Krzekowo-Bezrzecze, położone przy granicy miasta z gminą Dobra sąsiadujące z wsią o tej samej nazwie zwaną potocznie Bezrzeczem Górnym.
Bezrzecze zostało włączone w granice Szczecina w 1939 podczas tworzenia tzw. Wielkiego Miasta Szczecina. Do 1945 roku wieś nosiła nazwę Brunn natomiast nazwa Zdrój, będąca dosłownym tłumaczeniem nazwy niemieckiej, wraz z nazwą Broń były nazwami przejściowymi od 1945 r. W obecnym brzmieniu nazwa została administracyjnie zatwierdzona 12 listopada 1946. 5 października 1954 część wschodnia Bezrzecza, zwana potocznie Bezrzeczem Dolnym, została ponownie przyłączona do miasta.
Bezrzecze ma typowo mieszkaniowy charakter, brak jest zakładów przemysłowych i usługowych. Zabudowa pochodzi z okresu międzywojennego i powojennego. Główną ulicą dojazdową jest Koralowa położona w jego południowej części. Komunikację z innymi dzielnicami zapewniają linie autobusowe.
Bezrzecze zostało upamiętnione w piosence Do Ciebie, Aniu, szłem szczecińskiego rapera Łony.